# 주우즈베키스탄 대한민국 대사관
주우즈베키스탄 대한민국 대사관(우즈베크어: Koreya Respublikasining O'zbekiston Respublikasidagi Elchixonasi)은 우즈베키스탄 타슈켄트에 위치하고 있는 대한민국 대사관이다.

## 역사
대한민국 정부는 1992년 1월 29일에 우즈베키스탄과 외교 관계를 수립했으나 한동안 주러시아 대한민국 대사관에서 우즈베키스탄과 관련된 외교 업무를 겸임했다. 대한민국 외무부는 1993년 9월 7일에 개정된 《외무부와 그 소속 기관 직제》(대통령령 제13974호)에 따라 주우즈베키스탄 대한민국 대사관을 설치하기로 결정했다.
1993년 12월에 우즈베키스탄 타슈켄트에 주우즈베키스탄 대한민국 대사관이 정식 설립되었다. 1996년 1월에는 우즈베키스탄 정부가 대한민국 서울에 주한 우즈베키스탄 대사관을 정식 설립했다.

## 역대 대사
- 제1대: 서건이 (1994년 3월 ~ 1997년 3월)
- 제2대: 최영하 (1997년 3월 ~ 2000년 3월)
- 제3대: 장훈 (2000년 3월 ~ 2002년 8월)
- 제4대: 김성환 (2002년 8월 ~ 2004년 8월)
- 제5대: 문하영 (2004년 8월 ~ 2007년 3월)
- 제6대: 견제민 (2007년 3월 ~ 2010년 3월)
- 제7대: 전대완 (2010년 3월 ~ 2013년 6월)
- 제8대: 이욱헌 (2013년 6월 ~ 2016년 5월)
- 제9대: 권용우 (2016년 5월 ~ 2019년 5월)
- 제10대: 강재권 (2019년 5월 ~ 2022년 3월)
- 제11대: 김희상 (2022년 3월 ~ 2024년 6월)
- 제12대: 원도연 (2024년 6월 ~ )

## 같이 보기
- 대한민국-우즈베키스탄 관계
- 주한 우즈베키스탄 대사관
- 대한민국의 재외공관 목록
- 우즈베키스탄 주재 외국공관 목록